# Чораній-де-Сус
Чораній-де-Сус (рум. Cioranii de Sus) — село у повіті Прахова в Румунії. Входить до складу комуни Чорань.
Село розташоване на відстані 50 км на північний схід від Бухареста, 30 км на схід від Плоєшті, 143 км на південний захід від Галаца, 109 км на південний схід від Брашова.

## Населення
За даними перепису населення 2002 року у селі проживали 2558 осіб, з них 2557 осіб (> 99,9%) румунів. Рідною мовою 2557 осіб (> 99,9%) назвали румунську.